# Physetopoda
Physetopoda is een geslacht van vliesvleugelige insecten van de familie Mierwespen (Mutillidae).

## Soorten
- P. cingulata (Costa, 1858)
- P. daghestanica (Radoszkowski, 1885)
- P. fusculina (Invrea, 1955)
- P. halensis (Fabricius, 1787)
- P. lampedusia (Invrea, 1957)
- P. ligustica (Invrea, 1951)
- P. lucasii (Smith, 1855)
- P. mendizabali (Suarez, 1956)
- P. nuptura (Mercet, 1905)
- P. punctata (Latreille, 1792)
- P. pusilla (Klug, 1835)
- P. rameli Pagliano, 2009
- P. rufosquamulata (Andre, 1903)
- P. scutellaris (Latreille, 1792)
- P. sericeiceps (Andre, 1901)
- P. similis (Lelej, 1984)
- P. trioma (Invrea, 1955)
- P. turgajensis (Lelej, 1984)
- P. unicincta (Lucas, 1849)